# Rakhia
Rakhia (en russe : Рахья́, en finnois : Torhvo) est une commune urbaine du raïon de Vsevolojsk de l'oblast de Léningrad, en Russie. Il est le centre administratif de l'établissement urbain de Rakhia. Sa population s'élevait à 3 773 habitants en 2024.    

## Géographie
Rakhia est située dans l'oblast de Léningrad, un sujet de Russie européenne qui fait partie du district fédéral du Nord-Ouest. La localité se trouve dans le raïon de Vsevolojsk, une des raïons de l'oblast, et fait partie de l'établissement urbain de Rakhia, une municipalité du raïon, dont il est le chef-lieu,,.
Rakhia, comme tout l'oblast de Léningrad, est située dans le fuseau horaire MSK (heure de Moscou). Le décalage horaire appliqué par rapport au temps universel coordonné est +03:00.

## Démographie
Recensements (*) et estimations de la population,:
| 2002* | 2010* | 2021* | 2024  | - |
| ----- | ----- | ----- | ----- | - |
| 3 156 | 3 188 | 3 910 | 3 773 | - |